# 49118 Sergerochain
49118 Sergerochain este o planetă minoră (asteroid) din centura de asteroizi. A fost descoperită pe 19 septembrie 1998 la Caussols de OCA-DLR Asteroid Survey⁠(d). 
Obiectul prezintă o orbită caracterizată de o semiaxă mare de 2,7381722757132 UAi, o excentricitate de 0,11956021969155, o înclinație de 13,111045558679 ° în raport cu ecliptica.